# Tête d'Apollon
 (juin 2021).
 (juin 2021).
 (juin 2021).
La tête d'Apollon est une sculpture en bronze faisant partie des collections permanentes du musée de la Romanité à Nîmes. 

## Découverte
Elle a été retrouvée dans le Vistre (région de Nîmes), son emplacement d'origine n'est donc pas connu[réf. souhaitée]. 

## Description
La statue, dont seule la tête est conservée, était en bronze. Il est rare de retrouver des objets en métal car ils ont souvent été refondus afin de fabriquer de nouveaux objets[réf. souhaitée]. Cette tête présente des lacunes au niveau de la chevelure et des yeux. Elle date de la fin du Ier s. av. J.-C. Elle s'apparente à des représentations grecques (Ve s. ap. J.-C.) reprises par des monnaies et pierres précieuses d'époque romaine (Ier s. av. J.-C./Ier s. ap. J.-C.). Une monnaie frappée après la bataille d'Actium pour payer les troupes ayant combattu constitue le modèle le plus proche[réf. souhaitée]. Selon ce modèle, on peut reconstituer les lacunes présentes sur la tête : il pourrait s'agir d'une couronne de laurier.
Un écrit du XIXe siècle indique qu'elle possédait des yeux en argent[réf. souhaitée]. La dimension de la tête permet de restituer une statue d'environ 2 m de haut. Elle devait donc décorer un monument public de l'époque augustéenne : le forum dominé par la Maison Carrée ou le sanctuaire impérial situé au jardin de la Fontaine de la ville de Nîmes d'aujourd'hui[réf. souhaitée].